# آسیابک‌های جنگلی
آسیابک‌های جنگلی (نام علمی: Hadrothemis) نام یک سرده از خانواده آسیابک‌های آب‌نشین است.